# Шевченка (Ярмолинецька селищна громада)
Шевче́нка — село в Україні, в Ярмолинецькій селищній громаді Хмельницького району Хмельницької області. Населення — 283 особи (2001).

## Символіка

### Герб
Герб означає ліс «Евеліна» та джерело цілющої води. Щит перетятий хвилясто на лазурове і срібне. У першій частині золоте сонце, що супроводжується чотирма золотими жолудями, по два в стовп з кожної сторони, у другій три лазурових фонтани в балку, середній більший. Щит вписаний в золотий декоративний картуш і увінчаний золотою сільською короною. Унизу картуша напис «ШЕВЧЕНКА».

### Прапор
На прапорі повторюються кольори і фігури герба. Квадратне полотнище розділене хвилясто горизонтально на дві рівновеликі частини — синю та білу. На верхній частині — жовте сонце, що супроводжується чотирма жовтими жолудями, по два з кожної сторони один над одним, на нижній — три синіх фонтани води в ряд, середній більший.

## Природний заказник
Біля села розташований лісовий заказник «Євеліна».

## Галерея

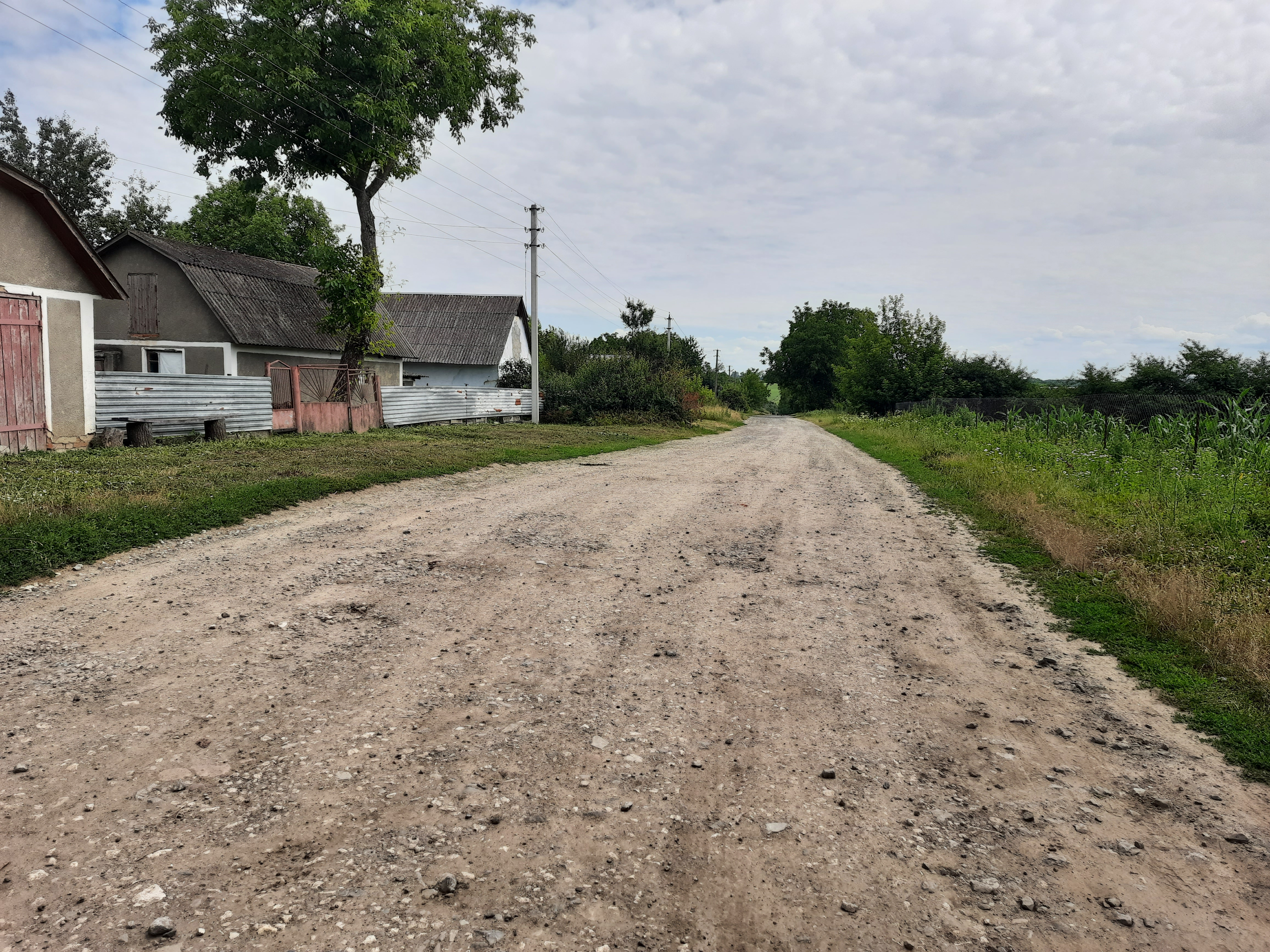
Одна із вулиць села
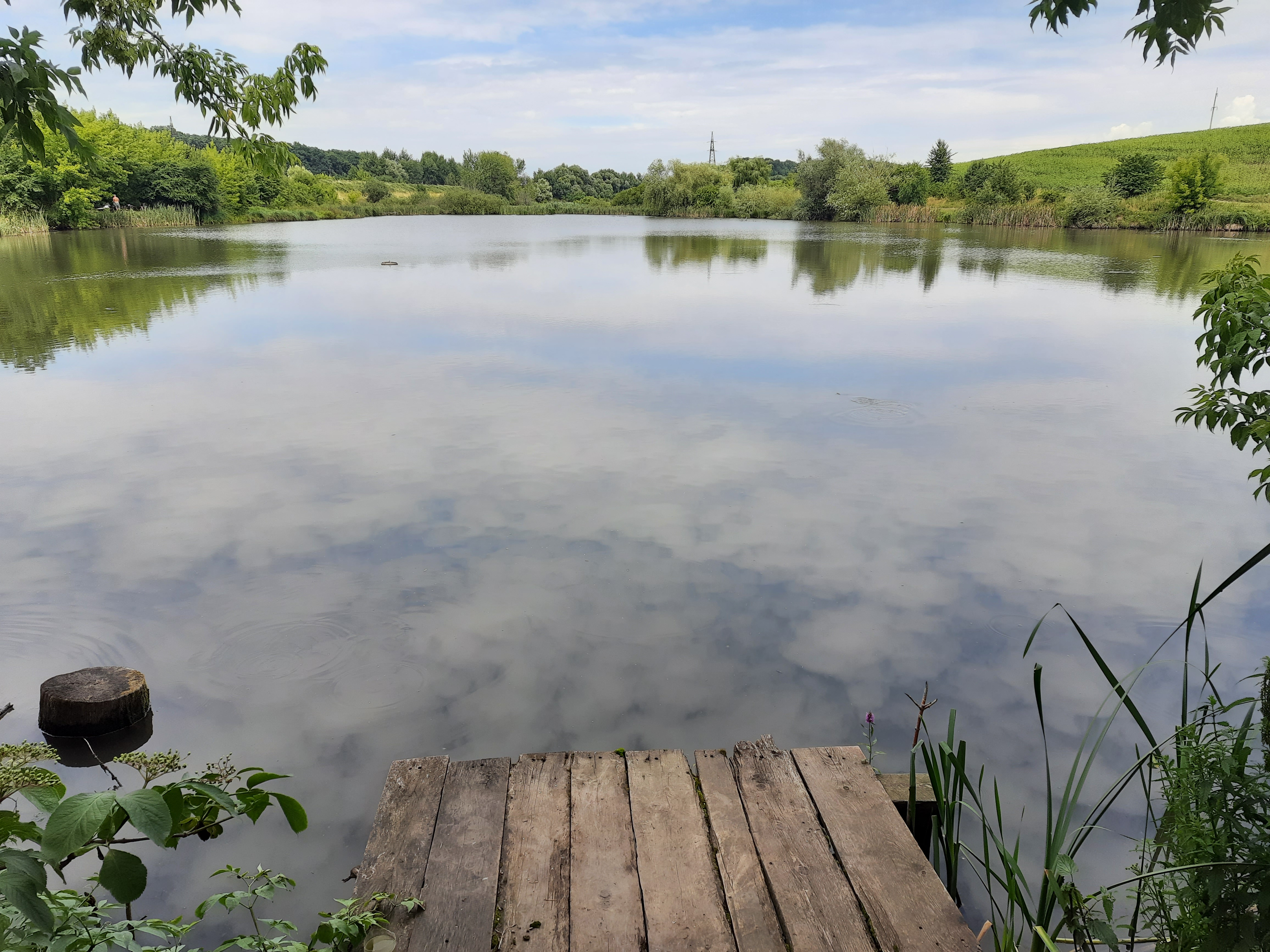
Став біля села